# Túpac Amaru III
Juan Bustamante Dueñas (Vilque, 24 juin 1808 – Pusi, 3 janvier 1868), connu sous le nom de Túpac Amaru III, était un chef indigène péruvien, qui, en demande de justice sociale, mena une rébellion paysanne à Puno, entre 1867 et 1868. Défait, il est exécuté.